# Стінківська сільська рада
Сті́нківська сільська́ ра́да — адміністративно-територіальна одиниця та орган місцевого самоврядування в Бучацькому районі Тернопільської області. Адміністративний центр — село Стінка.

## Загальні відомості
Стінківська сільська рада утворена в 1949 році.
- Територія ради: 24,91 км²
- Населення ради: 2 389 осіб (станом на 2001 рік)
- Територією ради протікає річка Дністер

## Населені пункти
Сільській раді підпорядковані населені пункти:
- с. Стінка
- с. Млинки

## Склад ради
Рада складається з 20 депутатів та голови.
- Голова ради:
- Секретар ради: Дармограй Надія Михайлівна

### Керівний склад попередніх скликань
| Прізвище, ім'я, по батькові    | Основні відомості                                    | Дата обрання | Дата звільнення |
| ------------------------------ | ---------------------------------------------------- | ------------ | --------------- |
| Дармограй Володимир Михайлович | Сільський голова, 1958 року народження, безпартійний | 26.03.2006   | 31.10.2010      |

Примітка: таблиця складена за даними сайту Верховної Ради України

### Депутати
За результатами місцевих виборів 2010 року депутатами ради стали:

#### За суб'єктами висування
| Суб'єкт висування | Кількість обраних депутатів | %   |
| ----------------- | --------------------------- | --- |
| Самовисування     | 20                          | 100 |

#### За округами
| № округу | Прізвище, ім'я, по батькові    | Дата визнання обраним | Освіта             | Партійна приналежність                        | Відомості про обраного депутата                                                |
| -------- | ------------------------------ | --------------------- | ------------------ | --------------------------------------------- | ------------------------------------------------------------------------------ |
| 1        | Черевайко Михайло Васильович   | 04.11.2010            | середня спеціальна | позапартійний                                 | Стінка, приватний підприємець                                                  |
| 2        | Федорів Ігор Володимирович     | 04.11.2010            | середня спеціальна | позапартійний                                 | тимчасово не працює                                                            |
| 3        | Бойчук Ярослава Василівна      | 04.11.2010            | середня спеціальна | позапартійна                                  | Стінківська амбулаторія загальної практики — сімейної медицини, мол. медсестра |
| 4        | Кандюк Михайло Іванович        | 04.11.2010            | середня            | позапартійний                                 | студент                                                                        |
| 5        | Штепула Валентина Василівна    | 04.11.2010            | вища               | позапартійна                                  | Стінківська загальноосвітня школа, вчитель                                     |
| 6        | Бережной Сергій Миколайович    | 04.11.2010            | середня спеціальна | член Всеукраїнського об'єднання «Батьківщина» | Стінківська АЛЗПЧМ, водій                                                      |
| 7        | Стефанюк Борис Богданович      | 04.11.2010            | вища               | член Української Народної Партії              | Стінківська загальноосвітня школа, вчитель                                     |
| 8        | Рибак Ігор Ярославович         | 04.11.2010            | середня            | позапартійний                                 | студент                                                                        |
| 9        | Гринчишин Руслан Ярославович   | 04.11.2010            | середня            | позапартійний                                 | тимчасово не працює                                                            |
| 10       | Іздебська Надія Іванівна       | 04.11.2010            | середня спеціальна | позапартійна                                  | Стінківська АЛЗПЧМ, фельдшер                                                   |
| 11       | Бучинська Ярослава Богданівна  | 04.11.2010            | середня спеціальна | позапартійна                                  | Стінківська загальноосвітня школа, повар                                       |
| 12       | Новіков Олександр Едуардович   | 04.11.2010            | середня            | позапартійний                                 | тимчасово не працює                                                            |
| 13       | Стефанюк Василь Васильович     | 04.11.2010            | середня            | позапартійний                                 | тимчасово не працює                                                            |
| 14       | Федорів Степан Степанович      | 04.11.2010            | середня            | позапартійний                                 | студент                                                                        |
| 15       | Бубнів Василь Васильович       | 04.11.2010            | середня            | позапартійний                                 | тимчасово не працює                                                            |
| 16       | Бубнів Віталій Васильович      | 04.11.2010            | середня            | позапартійний                                 | тимчасово не працює                                                            |
| 17       | Дармограй Надія Михайлівна     | 04.11.2010            | середня спеціальна | позапартійна                                  | Стінківська с/рада, секретар                                                   |
| 18       | Боєчко Василь Михайлович       | 04.11.2010            | середня            | позапартійний                                 | тимчасово не працює                                                            |
| 19       | Гнатківський Віктор Васильович | 04.11.2010            | середня спеціальна | позапартійний                                 | тимчасово не працює                                                            |
| 20       | Марчук Микола Михайлович       | 04.11.2010            | середня            | позапартійний                                 | тимчасово не працює                                                            |